# かわぐちキャスティ

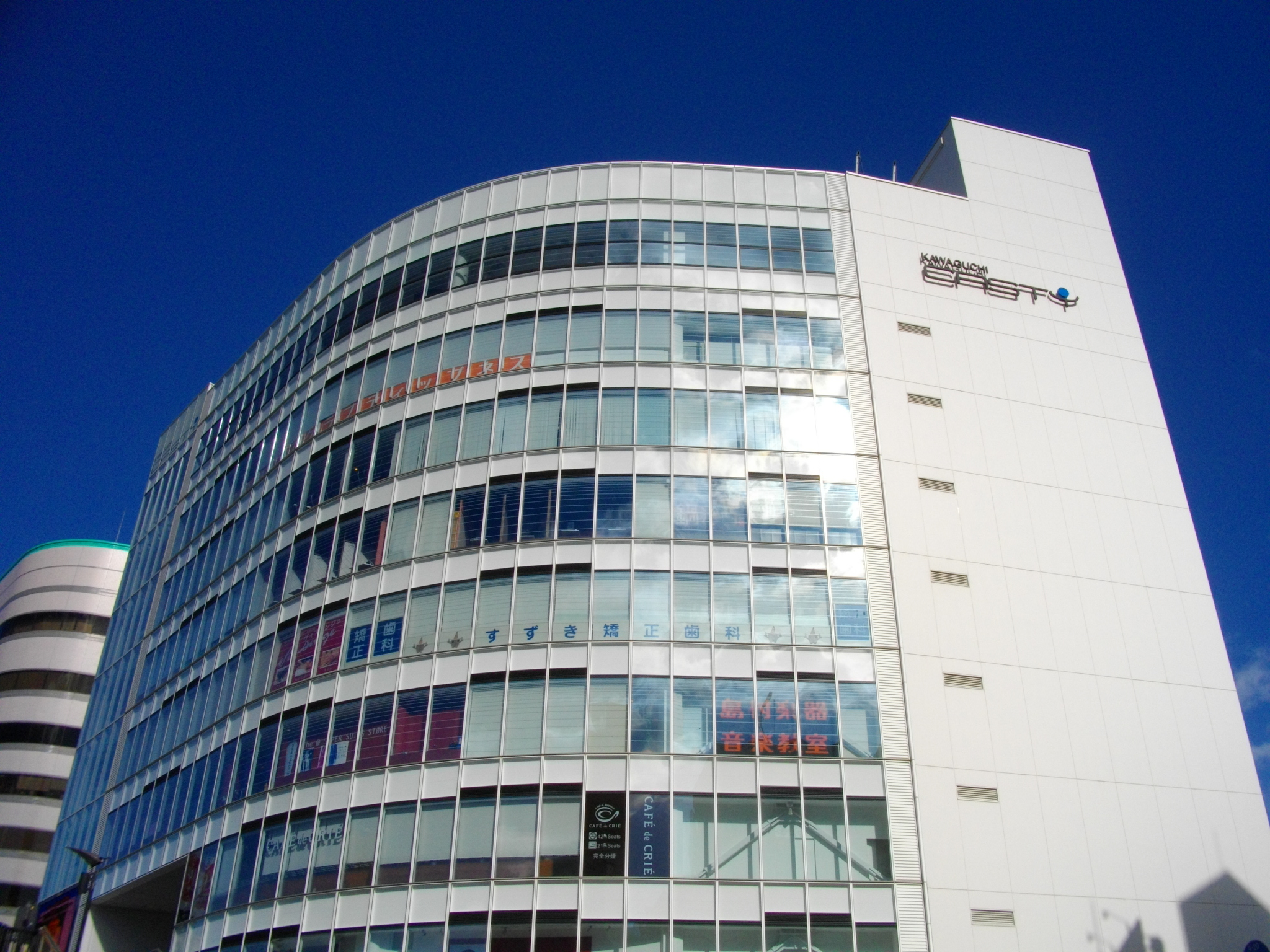
かわぐちキャスティ

かわぐちキャスティは、埼玉県川口市栄町にある、ショッピングセンター。従来は、川口産業会館という名称であった。いずれも、川口鋳物工業協同組合が所有している。付近には、そごう川口店、ザ・プライス川口店などがある川口市内では有数の商業地域である。同地にかわぐちキャスティが建設されるまでは、「川口産業会館」というビルが同地にあり、「川口産業会館」の1階は旧埼玉銀行川口支店であった。また、かわぐちキャスティは、川口鋳物工業協同組合が所有している不動産である。なお、キャスティという名称は、CAST（出演者）とCITY（都市）の造語である。

## 店舗概要
34店舗のテナントが入店している。
徒歩約60秒のところに、JR川口駅がある。施設運営会社は、丸紅リアルエステートマネジメント株式会社。

## フロアガイド
| 階  | 概 要 |
| --- | --- |
| 10F | ティップネス |
| 9F  | ティップネス |
| 8F  | ティップネス |
| 7F  | マサラ、美食焼肉 葉菜、海峡、和桜ひとひら                                                                                              |
| 6F  | エステサロンさくら、川口スキンクリニック、すずき矯正歯科＆スマイルショップ、脱毛サロン ラココ、Re・Ra・Ku、レディスアデランス・ADERANS |
| 5F  | The@SUPER SUITS STORE、シマムラミュージックサロン、ほけんの110番、ワッツ                                                               |
| 4F  | A si poste、カフェ・ド・クリエ、SUZUTAN、Style Lab、Double Crime、ディレッタント、Honeys                                               |
| 3F  | 埼玉りそな銀行、アインズ＆トルベ、アイン薬局、Zoff、太郎焼本舗                                                                         |
| 2F  | 埼玉りそな銀行、HIS、中央コンタクト、佐々木眼科クリニック                                                                              |
| 1F  | 埼玉りそな銀行、プロント、駅前花壇、太郎焼本舗、東京餃子軒                                                                             |

## アクセス
鉄道
JR川口駅 東口から徒歩1分
バス
国際興業バス：川口駅東口・川口駅西口
みんななかまバス：川口駅西口
車
かわぐちキャスティ 地下駐車場 30分 200円